# Хайндмарш, Джон
Контр-адмирал Сэр Джон Хайндмарш, кавалер Королевского Гвельфского Ордена (1785 — 29 июля 1860) был первым губернатором Южной Австралии, c 28 декабря 1836 до 16 июля 1838.
Его правнуком был Эрик Фиппс.